# یواس‌اس استافورد (دی‌ئی-۴۱۱)
یواس‌اس استافورد (دی‌ئی-۴۱۱) (به انگلیسی: USS Stafford (DE-411)) یک کشتی بود که طول آن ۳۰۶ فوت (۹۳ متر) بود. این کشتی در سال ۱۹۴۴ ساخته شد.